# Ковтун, Людмила Степановна
Людми́ла Степа́новна Ковту́н (Исаенко; 17 марта 1916 года, Харбин — 14 октября 2001 года, Санкт-Петербург) — советский и российский лингвист, специалист в области исторической лексикологии и истории русского языка. Доктор филологических наук (1964), профессор (1970) ЛГУ.

## Биография
Родилась 17 марта 1916 года в Харбине в семье государственного служащего.
В 1934 году окончила среднюю школу и приехала с матерью в Москву. В 1934—1939 гг. работала на заводе "Электросвет" бухгалтером-экономистом. В 1939 году поступила в МГПИ им. Карла Либкнехта на факультет языка и литературы.
В 1943 году училась в эвакуации на факультете русского языка и литературы Ферганского ГПИ, окончила его с отличием. С сентября 1943 года по май 1944 работала учителем в средней школе на ст. Серово Ферганской области.
В 1945—1948 годы обучалась в аспирантуре при Ленинградском Отделении Института русского языка АН СССР под руководством профессора Б. А. Ларина, в 1948 году защитила кандидатскую диссертацию на тему «Древние славяно-русские словари (к истории русской лексикографии древнего периода)».
В 1949 году Л. С. Ковтун была принята на работу в Группу Словаря современного русского литературного языка, была автором и редактором словарных статей. С 1960 года — сотрудник Межкафедрального словарного кабинета им. проф. Б. А. Ларина.
В 1964 году защитила докторскую диссертацию по книге "Русская лексикография эпохи средневековья". С 1970 года — профессор кафедры русского языка ЛГУ. До конца жизни работала также в Словарном отделе ИЛИ РАН .

## Научная деятельность
В основную сферу научных интересов Л. С. Ковтун входят лексическая семантика, история русской лексикографии с XI по XVII вв. на широком славянском фоне, формирование языка семантики и лексикографии (по русским рукописным источникам XI-XVII вв.), разговорная речь, художественная стилистика.
Основные черты исследовательского подхода Л.С. Ковтун: полное выявление и тщательное изучение рукописных лексикографических источников, определение места каждого из них в процессе становления словарного жанра на Руси - в контексте основных направлений развития культуры русского народа, в первую очередь его книжности.

## Основные труды
- Ковтун Л. С. Русская лексикография эпохи средневековья. — М.—Л.: Наука, 1963. — 445 с.
- Ковтун Л. С. Лексикография в Московской Руси XVI — нач. XVII вв.. — М.—Л.: Наука, 1975. — 351 с.
- Ковтун Л. С. Древние словари как источник русской исторической лексикологии. — Л.: Наука, 1978.
- Ковтун Л. С. О неявных семантических изменениях // Вопросы языкознания — № 5. — 1971.